# 발도스타 주립 대학교
발도스타 주립 대학교(Valdosta State University, VSU)는 미국 조지아주 발도스타에 위치한 대학으로, 1906년에 설립되어 현재 총 62개의 학사과정과 23개의 석사과정으로 구성되어 있다. 조지아주 랭킹 7위의 종합대학교이며 미국 랭킹 4위 조지아 공과대학과의 편입 (RETP) 프로그램을 제공하고 있다. 약 11,000명이 넘는 학부생들과 대학원생들이 이 학교에서 공부하고 있으며, 168에이커 (0.68 km2)의 교지면적을 발도스타 중심부에 갖고 있다.

## 개요
발도스타 주립 대학교에는 경영학, 회계학, 범죄심리학, 생물학, 간호학 등의 학부 및 55개의 전공이 설치되어 있다. 또한 미국 주요 대학 경영대 학장들이 설립한 비영리인증기관인 AACSB(Association to Advance Collegiate Schools of Business)인증을 받은 전세계 5%, 미국 15%권 내의 경영 대학이다. 교직원은 약 700명이며 교수 한 명당 학생비율은 18:1이고, 국제학생은 전체 학생의 2%이다. 또한 8개의 기숙사를 제공하며 연극부, 학생신문사, TV/Radio 방송국, 합창부, 밴드부, 남학생 클럽, 여학생 클럽 외 170여 개 클럽활동에 참여할 수 있다.

## 학문 분야
발도스타 주립 대학교는 크게 5개 학부로 구성된다.
- 예술대학 (College of the Arts)
- 인문과학대학 (College of Art and Science)
- 경영대학 (College of Business Administration)
- 교육대학 (College of Education)
- 간호학 (Nursing)

### 예술대학 (College of the Arts)
| - 미술 | - 커뮤니케이션 예술 | - 음악 |

### 인문과학대학 (College of Art and Sciences)
| - 생화학 - 화학 - 영어 - 역사 | - 수학 - 컴퓨터 과학 - 현대 전통 언어 - 철학 | - 물리학 - 천문학, 지구과학 - 정치학/행정학 - 사회 인류, 형사 / 응용 범죄학 |

### 경영대학 (College of Business Administration)
| - 회계, 재정학 | - 국제무역학 | - 경영학과 | - 마케팅, 경제학 |

### 교육대학 (College of Education)
| - 성인, 직업교육      | - 특수유아교육   | - 응용운동, 생리학 |
| - 중고등 독해청각교육 | - 심리학, 상담학 | - 소통과학 및 장애 |

### 간호학 (Nursing)
| - 간호학 | - 치위생학 |

## 캠퍼스
발도스타 주립 대학교의 캠퍼스는 메인 캠퍼스와 북부 캠퍼스로 나뉜다.

### 메인 캠퍼스
메인 캠퍼스는 웨스트 홀, 오둠 도서관, 학생 회관, 베일리 과학 센터로 이루어져 있다.

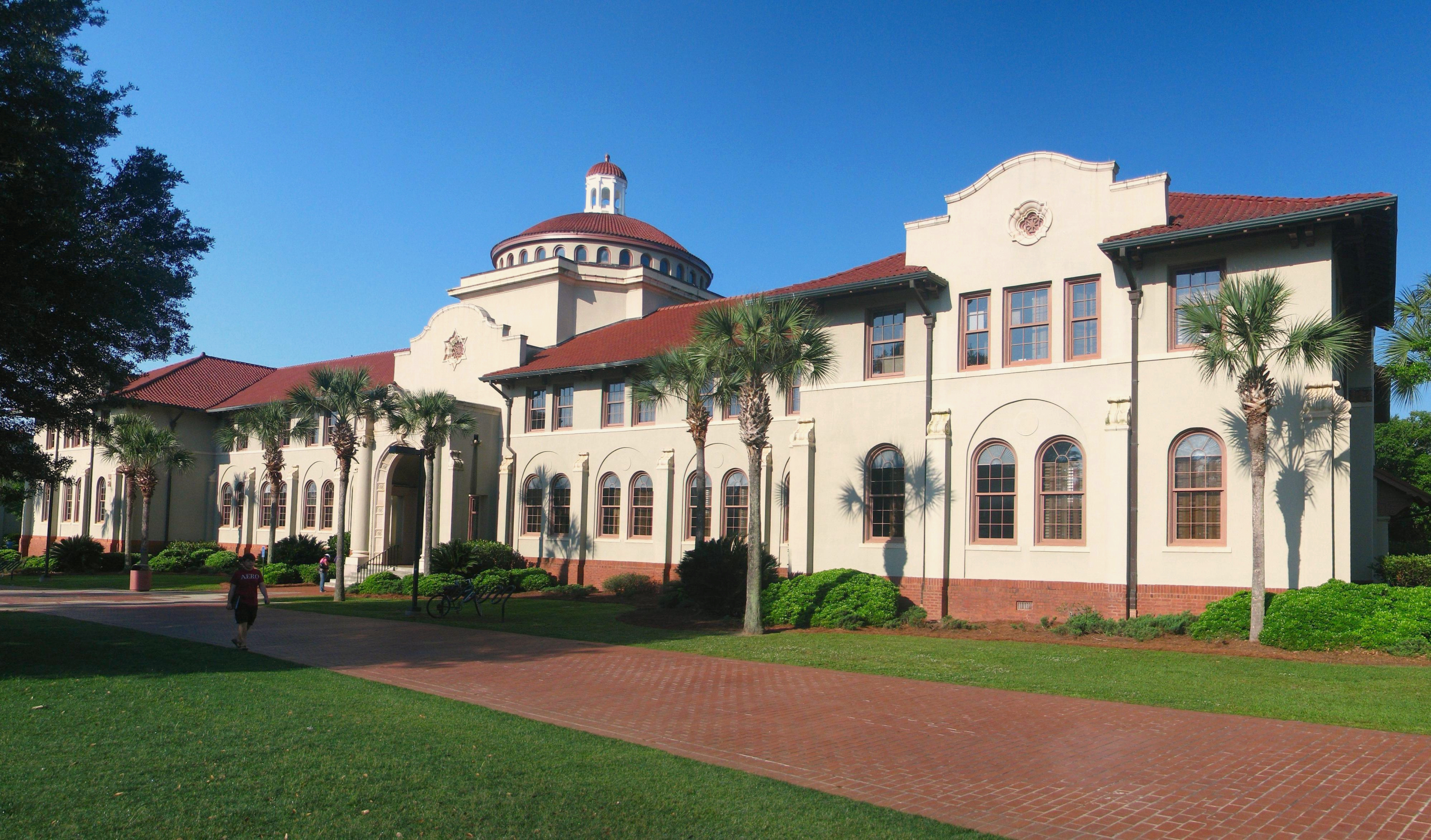
웨스트 홀
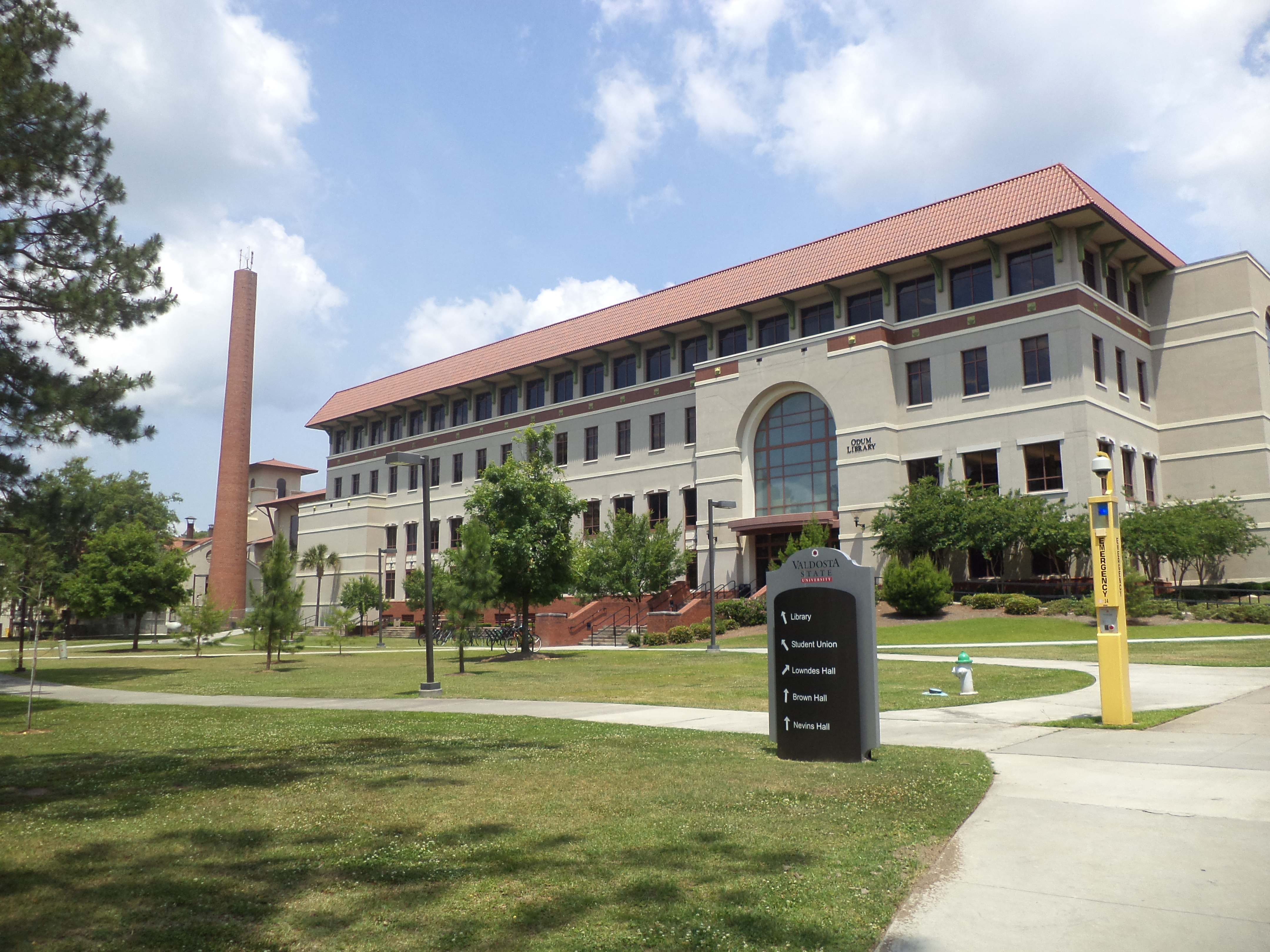
오둠 도서관
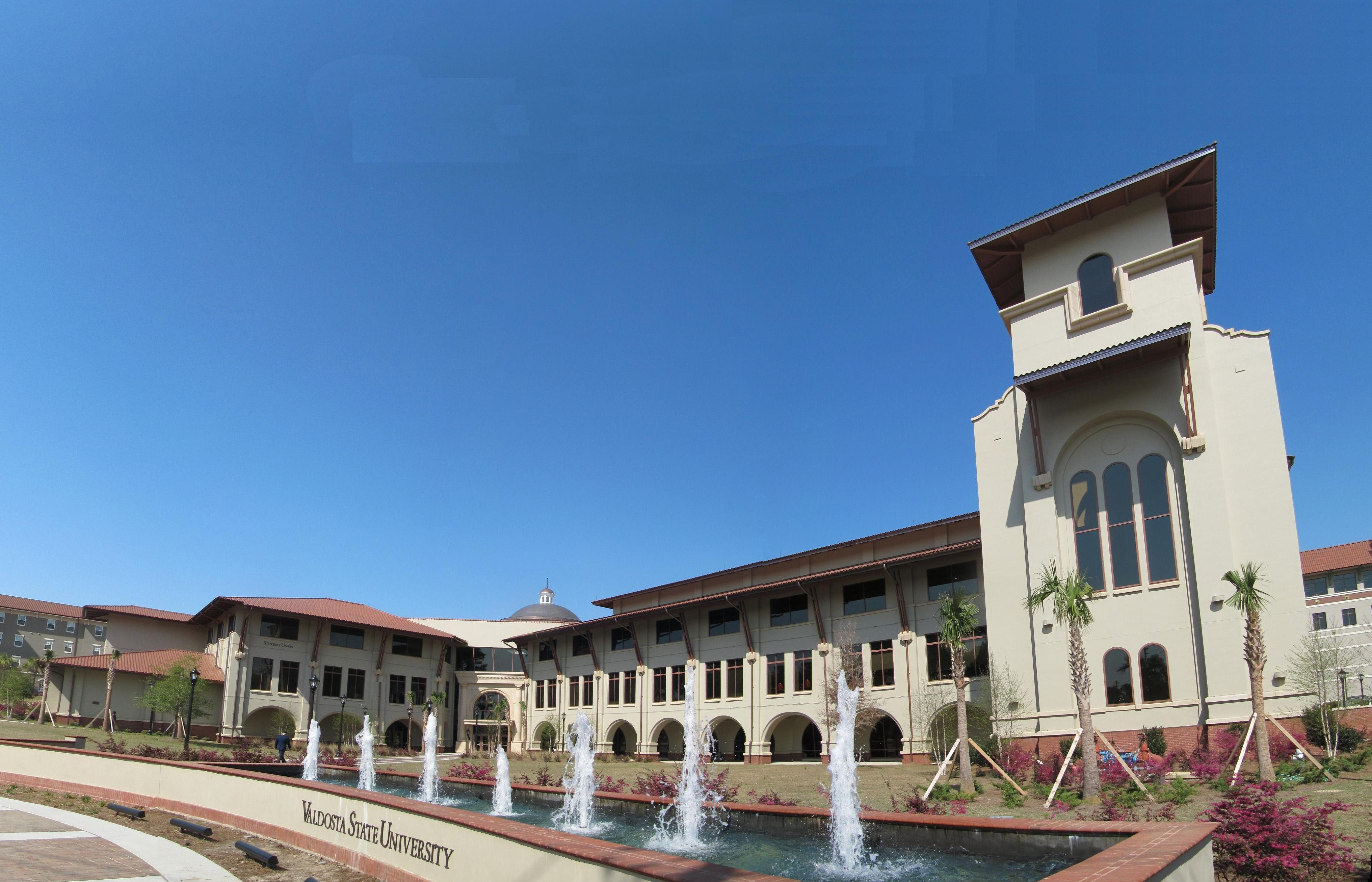
학생 회관
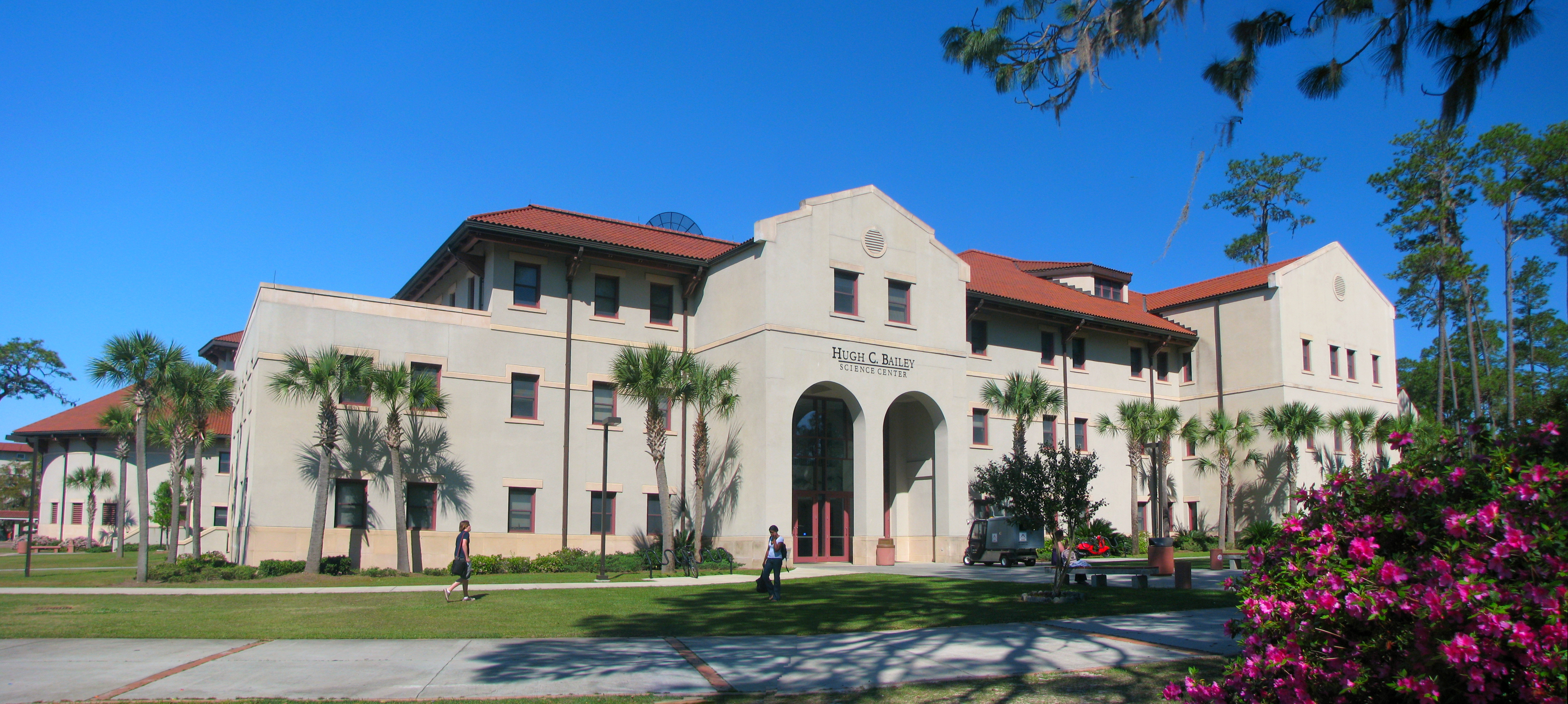
베일리 과학 센터

### 북부 캠퍼스
북부 캠퍼스는 북부 캠퍼스의 메인 건물인 파운드 홀, 주얼 화이트헤드 동백나무 길, 야외 아트 콜렉션으로 이루어져 있다.

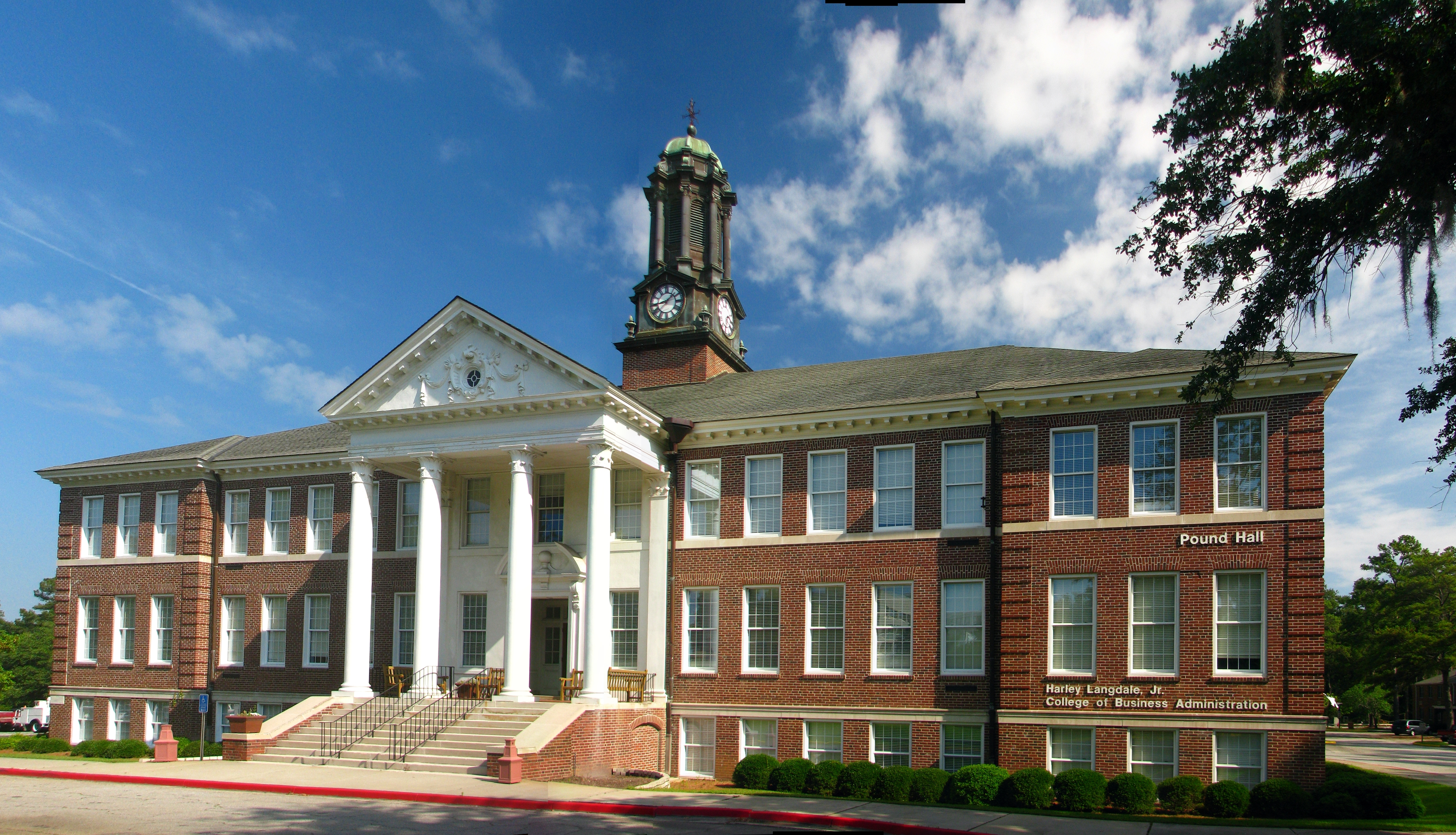
파운드 홀
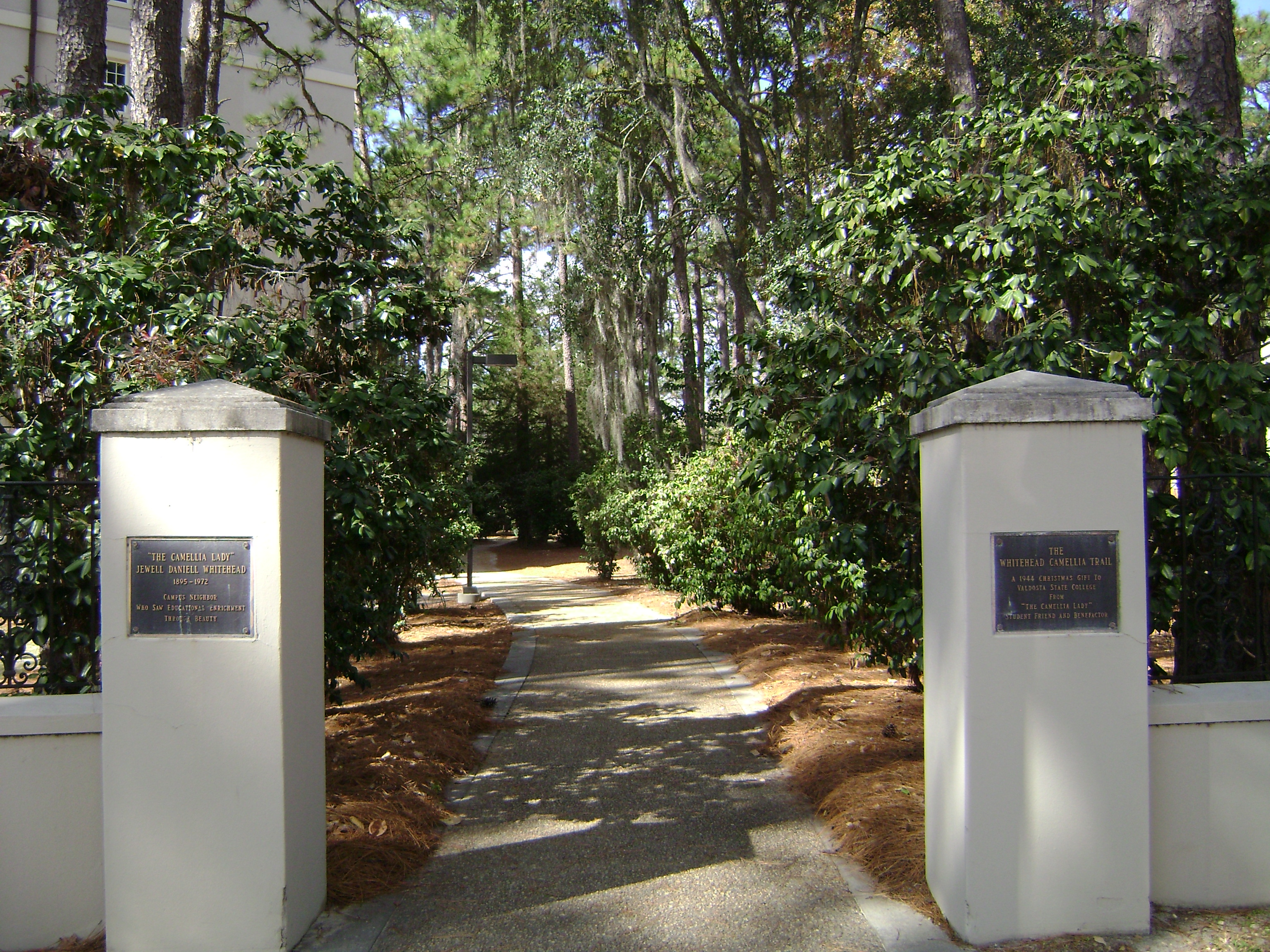
주얼 화이트헤드 동백나무 길 입구
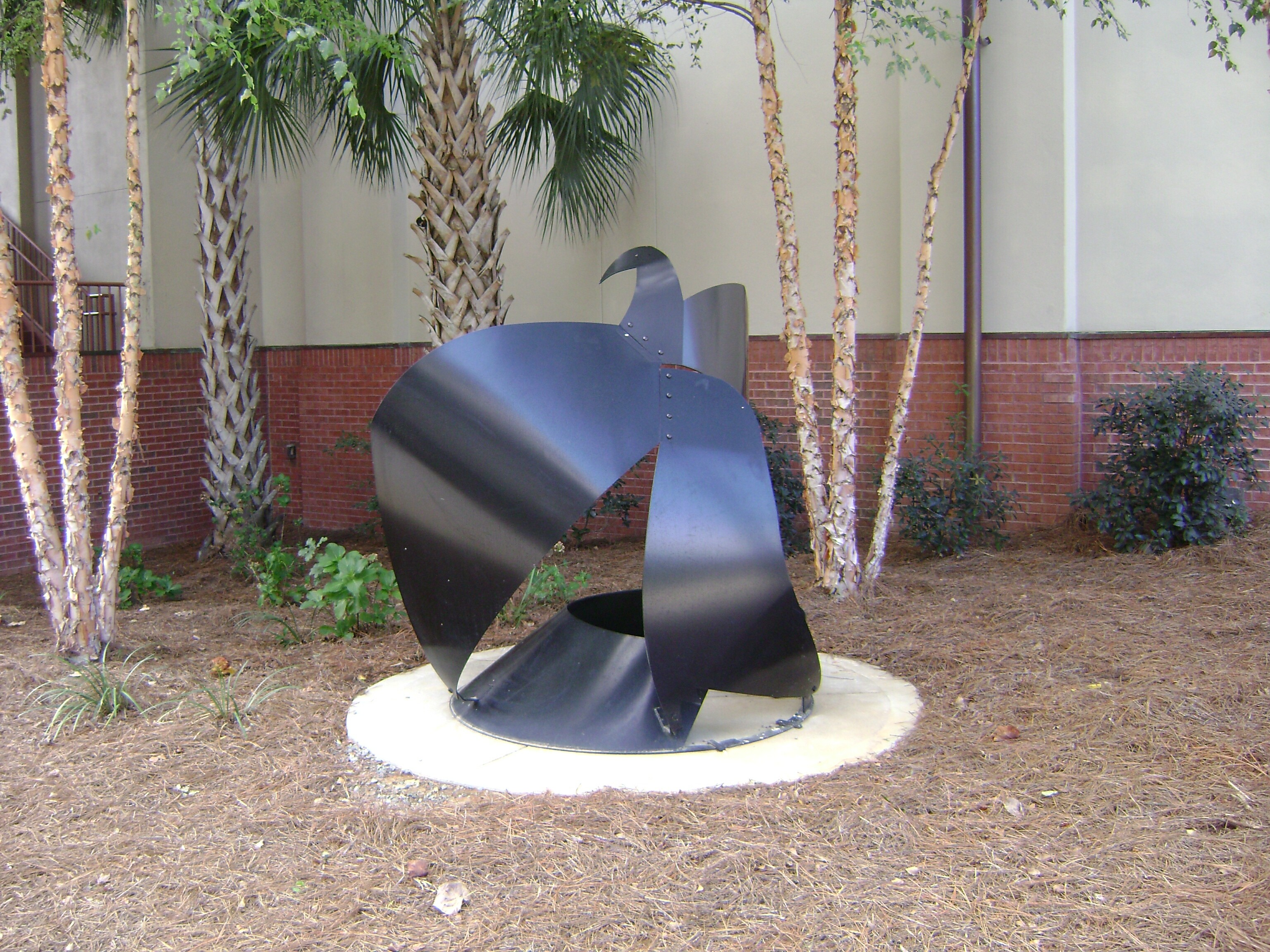
오둠 도서관 부근에 전시된 조형물

## 기숙사
- Brown Hall - 이 기숙사는 2층이며 남녀공학이다. 대략 100명의 남학생과 100명의 여학생이 이용할 수 있다. 기숙사는 오직 신입생에게만 배정된다. 8명의 훈련된 기숙사 사감들이 대학에서의 학생들의 변화를 돕는다. 남자들은 기숙사의 동쪽에 거주하고, 여학생은 서쪽에 거주한다. 양쪽은 로비와 24시간 운영되는 프론트 데스크에 의해서 나누어진다.
- Lowndes Hall - 이 기숙사는 2층이며 남녀공학이다. 200명의 남학생과 여학생이 거주한다. 이 기숙사는 오직 신입생만 배정받을 수 있다. 잘 훈련된 5명의 사감들은 기숙사의 각 층을 감시한다. 프론트 데스크는 직원들이 365일 근무하고 있다.
- Patterson Hall - 남녀공학 기숙사이며 대략 300명의 1학년 학생들이 거주한다. 여학생들은 건물의 북쪽에 남학생들은 남쪽에 거주한다. 7명의 기숙사 사감들은 학생들이 가질 수 있는 무슨 질문이든 도움을 줄 수 있다. 기숙사는 테크놀로지적으로 진보된 교실이 하나 있으며 이 교실은이 기숙사에 배정된 학사 과정 학생들이 이용할 수 있다.
- Longdale Hall - 이 기숙사는 캠퍼스에 5층 건물이다. 318명의 여학생과 160명의 남학생이 이용한다. 오직 신입생만 배정받는다. 기숙사 생활을 학생들의 VSU 경험의 최고 중의 하나로 만들기 위해 14명의 상당히 교육된 기숙 사감들이 있다. 기숙사는 최고의 위치에 있으며 1층에 마켓을 포함한 몇몇 특별한 시설들이 있다. 또한 Langdale Hall은 Student Success Center (SSC)이며 캠퍼스에서 두개의 flex card 보관소 중 하나이다. (다른 하나는 Student Union에 위치하고 있다.) 또한 tech shop과 학생 채용 시설이 있다.
- Reade Hall - 이 기숙사는 2층이며 대략 36명의 남학생, 52명의 여학생이 있는 남녀공학 기숙사이다. 2009년 새로 수리되었다.
- Converse Hall - 3명의 기숙사 사감들이 있다. 건물은 두개의 섹션으로 분리가 되며 Breezeway에 의해 연결이 된다. 남쪽 건물은 3층 구조인 반면 다른 건물은 2층의 구조로 되어있다.
- Georgia Hall - 이 기숙사는 VSU의 새로 지어진 기숙사이다. 기숙사는 489개의 스위트 스타일 기숙사이며 기존의 Georgia Hall (전통적인 양쪽 복도 형식의 200명의 학생을 수용했다.)을 대체한다. Georgia Hall은 모두 신입생이다.
- Hopper Hall - 이 기숙사는 513개의 Suite-Style의 기숙사이며, 메인 캠퍼스에서 가장 큰 기숙사이다. 상류층 학생들이 거주하고 있으며 13명의 잘 훈련받은 기숙사 사감들이 기숙사의 경험을 VSU에서 최고의 경험들 중 하나로 만들고 있다. Hopper Hall은 메인 캠퍼스에서 중심 포지션에 있으며 대학교의 식당시설, 캠퍼스 우체국, Dean of Students and Student Life 사무실, VSU’s Radio Station (WVVS), VSU’s Newspaper(The Spectator)과 같은 주요 사무실들이 위치하고 있다. 건물의 중앙 프론트 데스크는 365일 운영된다.
- Centennial Hall - 이 기숙사는 9명의 기숙사 사감들이 학생들의 VSU에서의 경험을 보다 좋게 만들도록 돕는다. 영업시간 동안 풀타임 접수계원이 중앙 프론트 데스크에서 근무한다. Centennial Hall은 남여공학 아파트 공동체 기숙사이다. 525명의 상류층 학생이 거주하고 있다. 기숙사는 가구들이 전부 배치된 아파트 형식다.

## 학생 생활

### 후치 (The Hooch)
애틀란타 북서부를 관통하는 차타후치강(Chattahoochee River)의 별칭으로 메트로 애틀란타의 수자원으로 긴요하게 사용될 뿐 아니라 강변을 따라 조성되어 있는 공원들에게서 산책, 조깅, 피크닉 등을 즐기기에 훌륭한 곳이다.

## 지리
아틀란타에서 남쪽으로 240마일 정도 떨어져 있으며 플로리다에서 북쪽으로 15마일 정도 떨어져 있다. 아틀란타에서 발도스타 주립 대학교까지 차로 3시간 정도 걸린다. 아틀란타에는 CNN, Coca Cola, DELTA항공 등 세계적 기업들이 즐비해 있다. 국제학생의 경우, 졸업 후 1년간 취업활동의 시간을 미국정부로부터 허가받아 인턴쉽의 개념으로 많은 미국 기업과 다국적 기업에서 일할 수 있다.

## 교통

### 항공
- 발도스타 지역 공항
- 하츠필드 잭슨 애틀랜타 국제공항

### 열차
- 메트라

## 저명한 동문
- 던킨 도너츠의 브랜드 마케팅 부사장인 Scott Hudler와 벨라즈의 교육, 청소년, 체육부 장관인 Patrick Jason Faber 등이 있다.